# Anime (resina)
El anime o copal de Zanzíbar es una oleorresina que se extrae del árbol de Jatobá (Hymenaea courbaril) y otras especies del género Hymenaea que crecen en las zonas tropicales de América del Sur. En Venezuela el anime hace referencia al poliestireno expandido.
La resina es de color chocolate pálido, transparente y quebradizo. Su agradable olor es usado para la fumigación y perfumería. Su gravedad específica varía entre 1,154 y 1,059. Se derrite fácilmente con el fuego y se deshace inclusive con el calor de la boca. Es insoluble en agua y casi del mismo modo con el alcohol frío. Está relacionado con el copal en su naturaleza y apariencia, y es usado en ocasiones para confeccionar barnices.
Antonio Pigafetta menciona en el diario de la expedición de Magallanes que las tribus de Filipinas usaban una goma extraída de un árbol, a la que llamaban anime, la cual envolvían en hojas de palmera o de higuera para fabricar lámparas.